# Österreichische Badmintonmeisterschaft 1980
Die Österreichische Badmintonmeisterschaft 1980 fand Anfang 1980 statt. Es war die 23. Auflage der Badmintonmeisterschaften von Österreich.

## Titelträger
| Disziplin    | Sieger                                 |
| ------------ | -------------------------------------- |
| Herreneinzel | Gerald Hofegger                        |
| Dameneinzel  | Hertha Obritzhauser                    |
| Herrendoppel | Gerald Hofegger Johann Ratheyser       |
| Damendoppel  | Hertha Obritzhauser Brigitte Reichmann |
| Mixed        | Johann Ratheyser Brigitte Reichmann    |